# Kirišskij rajon
Il Kirišskij rajon in russo Киришский район? è un rajon dell'Oblast' di Leningrado, nella Russia europea occidentale; il capoluogo è la città di Kiriši.